# Macromphalina palmalitoris
Macromphalina palmalitoris är en snäckart som beskrevs av Henry Augustus Pilsbry och McGinty 1950. Macromphalina palmalitoris ingår i släktet Macromphalina och familjen Vitrinellidae. Inga underarter finns listade i Catalogue of Life.